# Руцавский край
Ру́цавский край (латыш. Rucavas novads) — бывшая административно-территориальная единица на юго-западе Латвии, в историко-культурной области Курземе. Край состоял из двух волостей, административным центром края являлся посёлок Руцава.
Край был образован 1 июля 2009 года из части расформированного Лиепайского района.
Площадь края составляла 449 км². Руцавский край граничил с Ницским, Гробинским, Приекульским краями Латвии и со Скуодасским районом Клайпедского уезда Литвы.
В 2021 году, в результате административно-территориальной реформы, Руцавский край был упразднён и передан в состав Южно-Курземского края.

## Население
На 1 января 2010 года население края составляло 1998 человека.
Национальный состав населения края по итогам переписи населения Латвии 2011 года:
| Национальность | Численность, чел. (2011) | %        |
| -------------- | ------------------------ | -------- |
| Латыши         | 1652                     | 91,07 %  |
| Литовцы        | 96                       | 5,29 %   |
| Русские        | 38                       | 2,09 %   |
| Украинцы       | 10                       | 0,55 %   |
| Белорусы       | 7                        | 0,39 %   |
| Поляки         | 6                        | 0,33 %   |
| Другие         | 5                        | 0,28 %   |
| всего          | 1814                     | 100,00 % |

## Территориальное деление
- Дуникская волость (латыш. Dunikas pagasts)
- Руцавская волость (латыш. Rucavas pagasts)